# سن کوئنتین (فیلم ۱۹۳۷)
سن کوئنتین (انگلیسی: San Quentin) فیلمی در ژانر درام به کارگردانی لوید بیکن است که در سال ۱۹۳۷ منتشر شد.

## بازیگران
- پت اوبرایان
- هامفری بوگارت
- ان شرایدن
- بارتون مک‌لین
- مارک لارنس
- چارلز کی. فرنچ
- ادی گریبون
- ارنی آدامز
- فرانک فیلن
- گلن کاوندر
- جک مور
- جیمز فلاوین
- جیم تورپ
- جو کینگ
- جو سایر
- پت فلرتی
- پل پانزر
- رالف برد
- رابرت جی. ویلکه
- ودا ان برگ
- امت ووگان
- کلود پیتون
- جرج لوید